# Boloria scandinavica
Boloria scandinavica är en fjärilsart som beskrevs av Petersen 1947. Boloria scandinavica ingår i släktet Boloria och familjen praktfjärilar. Inga underarter finns listade i Catalogue of Life.